# ОШ „Јован Поповић” Крагујевац
ОШ „Јован Поповић” Крагујевац је државна установа основног образовања, основана 1954. године, као шеста градска школа у Крагујевцу. Школа носи име Јована Поповића, српског песника и књижевника.
Школа је почела са радом у двема адаптираним баракама интерната средње техничке школе, које су биле постављене у дворишту Учитељске школе „Милоје Павловић”. Из ове школе се 1958. године издваја нова школа - „21. октобар”. Исте године започиње изградња нове зграде. Од 1961. године школа прелази у нови објекат, на простору на коме се и сада налази. Барака, у којој је школа започела рад, и данас се користи за потребе крагујевачких школа, као зимски школски центар на Копаонику.
Школске 1982/83. године из ове школе се издваја ОШ „Мирко Јовановић”.
Године 1989. школа је добила нову фискултурну салу од средстава самодоприноса грађана. Од 1993. године почиње са радом издвојено одељење школе у Шумарицама, прво као четвороразредно, а од школске 1996/97. године и као осморазредно - издвојено одељење.
У периоду од 2001. до 2017. године извршене су значајне реконструкције у матичној школи, као и у издојеним одељењима у Шумарицама, Драчи и Дивостину.